# Susiane

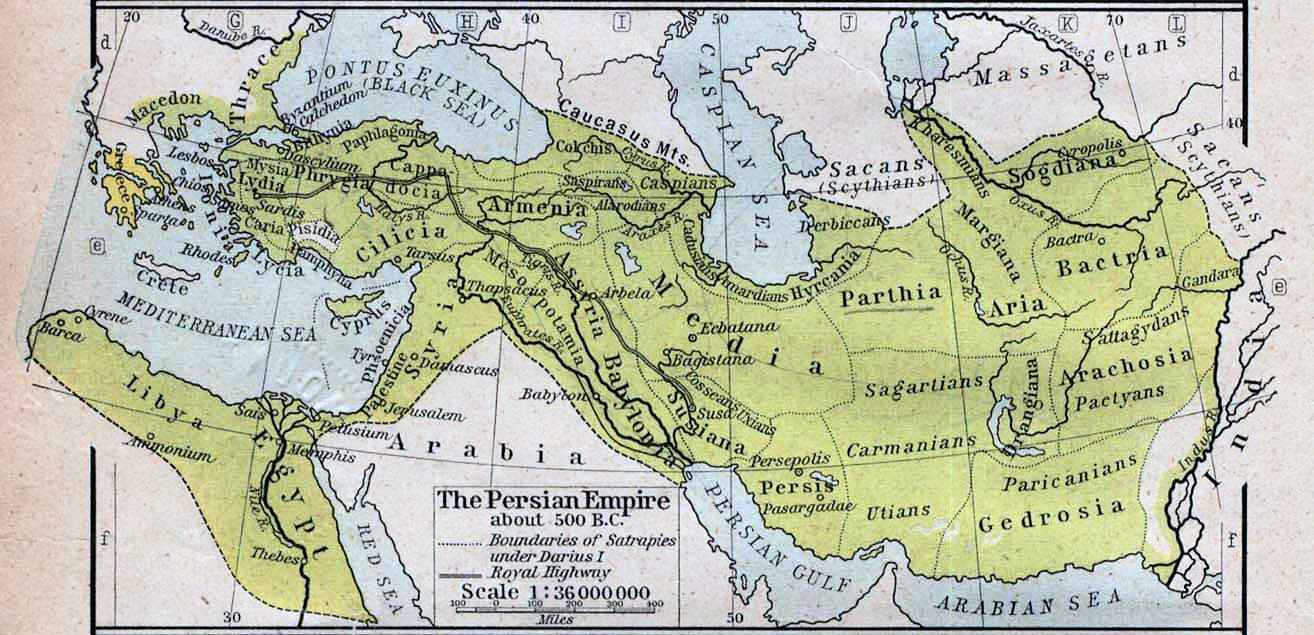
Empire achéménide.

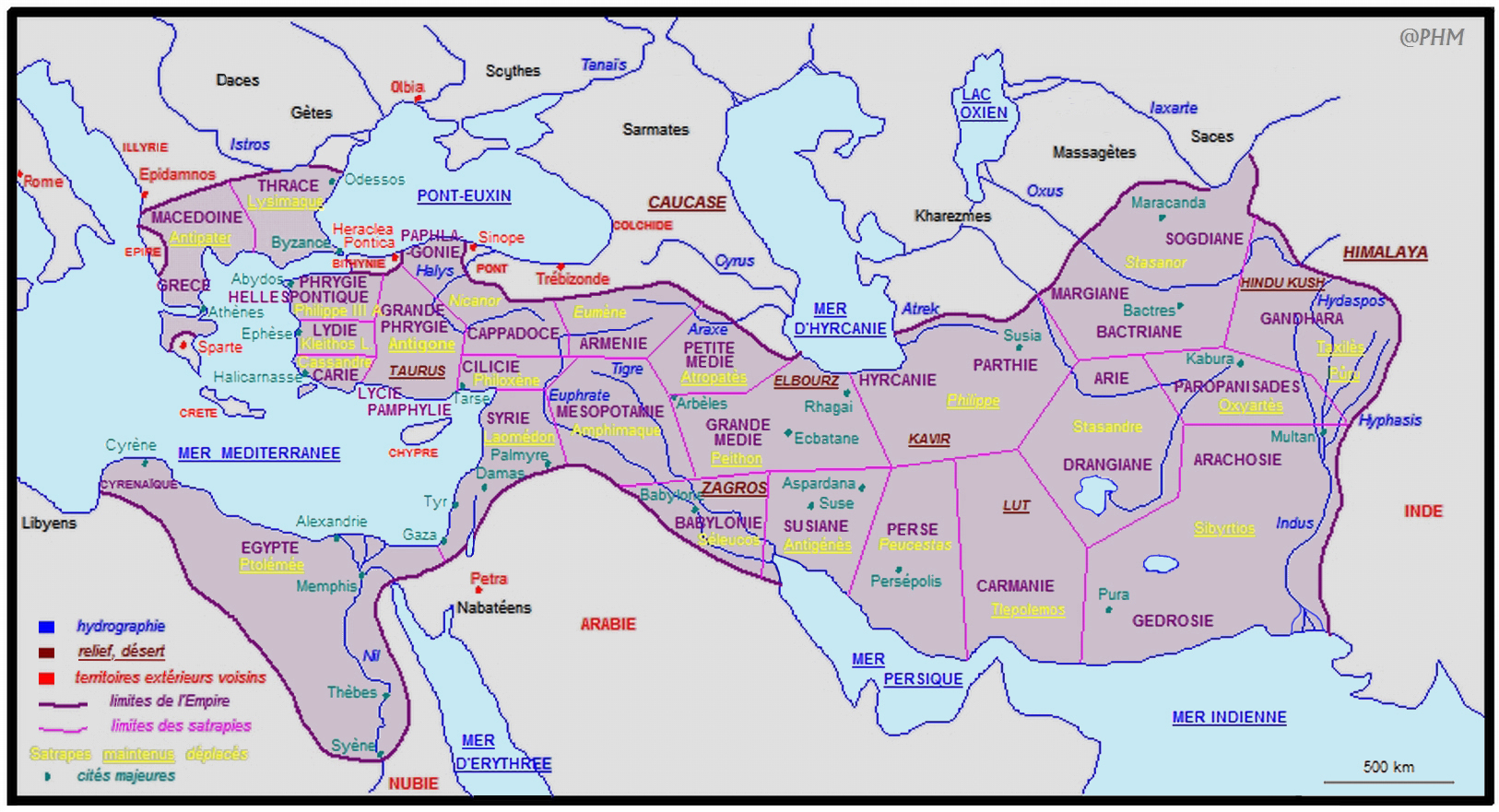
Partage de l'empire d'Alexandre après les accords de Triparadisos (321 av. J.-C.).

Susiane est le nom grec de la satrapie perse antique puis séleucide qui avait Suse pour capitale.

## Localisation géographique
Au pied de la barrière montagneuse du Zagros qui la borde au nord et à l'est, la plaine de la Susiane, aujourd'hui Khuzistan, prolonge en Iran la grande plaine alluviale mésopotamienne. Celle-ci est drainée par le Tigre et l'Euphrate dont le confluent constitue le Chott-el-Arab qui débouche dans le golfe Persique.
La partie essentielle de la plaine de la Susiane est la riche cuvette arrosée par le Karkheh et le Karoun. Cette dernière rivière appelée aussi Choaspes ou Eulée avait, dit-on, une eau délicieuse à boire qui était emportée dans des vaisseaux d'argent par Cyrus lorsqu'il se rendait à Babylone.
Dans l'Antiquité, elle était bornée au nord par la Médie et à l'est par la Perside.
La deuxième ville de la province après Suse était Charax au fond du golfe persique, sur un tertre élevé de main d'homme, entre l'embouchure du Tigre et celle de l'Eulée. C'était la patrie de Denys, surnommé le Périégète, qui retraça en vers grecs le système géographique de Strabon et d'Isidore connu sous le nom d'Isidore de Charax, dont il nous reste les Stathmi Parthici. Cette ville a été fondée et colonisée par Alexandre lui-même de qui elle tenait son nom d'Alexandrie. Elle a été par la suite rebaptisée en Antioche par Antiochos IV Épiphane avant d'être appelée Spasinu Charax, « retranchement de Spasinès », par l'ambitieux dynaste de Characène, Hyspaocinès (seconde moitié du IIe siècle av. J.-C.).

## Histoire de la province
La Susiane apparaît au cours de son histoire tantôt comme une excroissance mésopotamienne en Iran, tantôt la marche occidentale de l'empire élamite avec lequel elle a été longtemps confondue, pour finir comme une simple province des empires achéménide, séleucide, parthe, sassanide et enfin la province d'une succession de dynasties islamiques.
La Susiane, géographiquement et culturellement mésopotamienne, a été rattachée politiquement à l'Élam à plusieurs reprises au cours de sa longue histoire. À la fin du IIIe millénaire, toute la Susiane était politiquement soumise aux rois de la 3e dynastie d'Ur. Mais la chute de l'empire d'Ur en 2002 av. J.C. provoquée essentiellement par les Élamites, coïncide avec la reprise de la ville de Suse par les rois de Shimashki.

## Peuples de la province
La Susiane était habitée par les Cissiens, tribu qui, sans être vraiment perse, avait pris les mœurs et les coutumes de ce peuple.
Entre la Susiane et la Perside (autre satrapie perse), une route passait à travers un pays de montagnes habité par des peuples belliqueux et indépendants, essentiellement des Uxiens, qui imposaient un tribut au grand-roi lorsqu'il se rendait de Suse à Persépolis.